# 대사 중간생성물

해당과정의 대사 중간생성물 중 하나인 포스포엔올피루브산의 구조

대사 중간생성물(代謝中間生成物, 영어: metabolic intermediate)은 세포 내 생화학 반응에서 기질(시작 분자, 반응물)이 최종 생성물로 전환되는 동안 생성되는 화합물이다. 이러한 대사 중간생성물들은 세포 기능에 직접적으로 미치는 중요성이 상대적으로 낮지만, 이들은 효소의 알로스테릭 조절, 해당과정, 시트르산 회로, 아미노산 합성 등에서 중요한 역할을 할 수 있다.
대사 경로는 일련의 효소 촉매 반응으로 구성되며, 각 단계에서 기질을 다음 반응의 기질로 사용되는 생성물로 전환시킨다. 대사 중간생성물은 이러한 단계 중에 형성되는 화합물이며, 대사 경로의 시작 기질도 아니고 최종 생성물도 아니다. 이러한 대사 중간생성물은 조절, 에너지 저장 및 화학 에너지를 통제된 방식으로 추출할 수 있게 해주기 때문에 중요하다.

## 대사 중간생성물의 종류
대사 중간생성물은 관련된 경로의 유형에 따라 서로 다른 생화학적 부류에 속할 수 있다. 다음은 대사 중간생성물의 몇 가지 예이다.
- 탄수화물 중간생성물: 탄수화물 대사에서 해당과정과 포도당신생합성 중에 포도당 6-인산과 과당 1,6-이중인산과 같은 대사 중간생성물이 생성된다.
- 아미노산 중간생성물: 아미노산 생합성이나 아미노산 분해 과정에서 α-케토글루타르산, 피루브산, 옥살로아세트산과 같은 대사 중간생성물이 생성된다. 이들 대사 중간생성물은 또한 시트르산 회로와 연결된다.
- 지질 중간생성물: 지방산 대사에는 β-산화 또는 지방산 합성 중에 아실-CoA 유도체와 같은 대사 중간생성물이 관여한다.
- 뉴클레오타이드 중간생성물: DNA와 RNA의 구성 요소인 뉴클레오타이드의 대사에는 퓨린 생합성의 일부인 이노신 일인산(IMP)와 같은 대사 중간생성물이 포함된다.

## 임상적 중요성
어떤 대사 중간생성물은 대사 과정의 속도를 측정하는데 유용할 수 있다(예: 3,4-다이하이드록시페닐아세트산, 3-아미노아이소뷰티르산).
이들은 자연적인 대사 경로로 들어가는 부자연스러운 지점을 나타낼 수 있기 때문에, 일부(5-아미노이미다졸-4-카복사마이드 리보뉴클레오타이드와 같은)는 새로운 치료법을 개발하는 연구자들의 관심을 끌고 있다.

## 같이 보기
- 물질대사